# Gundula Köster

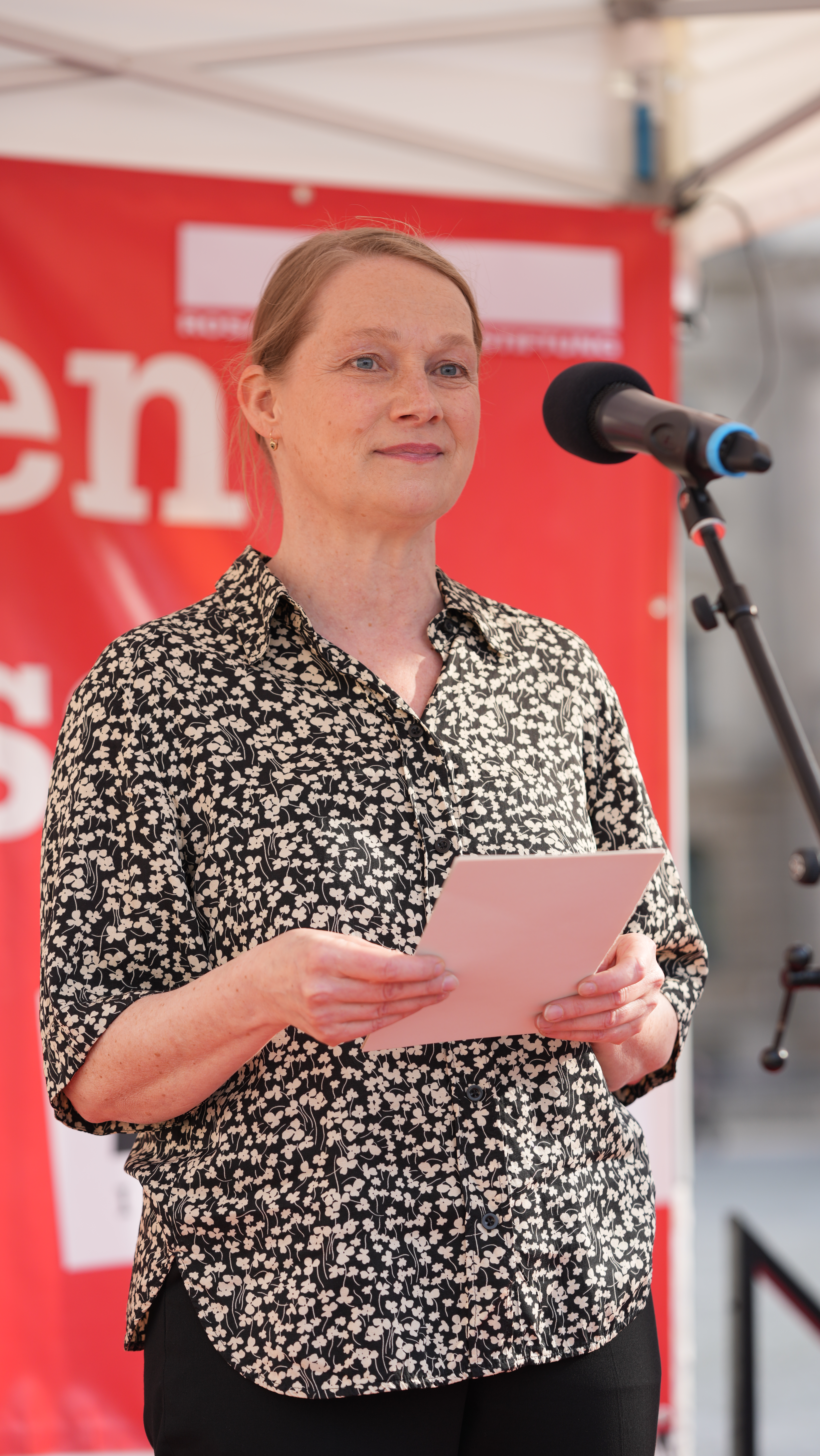
Gundula Köster, 2022

Gundula Köster (* 11. Januar 1966) ist eine deutsche Schauspielerin und Hörspielsprecherin.

## Leben
Gundula Köster wurde als Tochter des Schauspielers Erhard Köster geboren. Ihre ältere Schwester Ev-Katrin Weiß arbeitet im selben Beruf. Von 1982 bis 1986 besuchte Köster die Hochschule für Schauspielkunst „Ernst Busch“ Berlin. Engagements und Gastverträge führten sie an das Nationaltheater Weimar, wo sie die Titelrolle in Sophokles’ Tragödie Antigone verkörperte, an das Theater am Goetheplatz in Bremen, an das Münchner Prinzregententheater, auf den Theaterkahn Dresden, sowie in Berlin an das Theater im Palais und das Maxim-Gorki-Theater.
Weitere Rollen waren unter anderem die Ljudmilla in Wassa Schelesnowa von Maxim Gorki, Constanze Mozart in Peter Shaffers Amadeus oder Angelique im Eingebildeten Kranken von Molière.
Bis Ende der 2000er-Jahre arbeitete Köster auch umfangreich vor der Kamera. Im Fernsehen der DDR war sie in der Krimireihe Der Staatsanwalt hat das Wort zu sehen und in mehreren Folgen der Kiezgeschichten. Nach 1990 wirkte sie gastweise in Serien wie Wolffs Revier,  Der letzte Zeuge,  Im Namen des Gesetzes und in einigen Folgen der Reihe Polizeiruf 110 mit.
Seit Mitte der 1980er- bis zum Beginn der 2000er-Jahre war Köster außerdem eine vielbeschäftigte Hörspielsprecherin. 
Gemeinsam mit dem Bühnenbildner Martin Köster-Rößling hat sie eine Tochter. Gundula Köster lebt in Berlin.

## Filmografie (Auswahl)
- 1985: Die dritte Frau (Fernseh-Zweiteiler)
- 1987: Der Staatsanwalt hat das Wort – Unter einem Dach
- 1987: Kiezgeschichten (4 Folgen als Petra Kühl)
- 1988: Der Eisenhans
- 1989: Die Besteigung des Chimborazo
- 1990: Der zerbrochne Krug
- 1991: Mein Kampf
- 1994: Oben – Unten
- 1995: Wir zusammen allein mit dir
- 1996: Tote sterben niemals aus
- 1996–2002: Für alle Fälle Stefanie (4 Folgen)
- 1997: Viel Spaß mit meiner Frau
- 1997: Polizeiruf 110 – Der Tausch
- 1998: Der kleine Dachschaden
- 1998: Im Namen des Gesetzes – Die Gunst der Stunde
- 1998: Parkhotel Stern – Das Baby
- 1998: Wolffs Revier – Clever und tot
- 1999: Der letzte Zeuge – Die Fliegen, die Maden, der Tod
- 1999: Dr. Sommerfeld – Neues vom Bülowbogen – Aus Angst vor der Wahrheit
- 1999: Hallo, Onkel Doc! – Die zweite Chance
- 2000: Die Wache – Auge um Auge
- 2000: Zoom
- 2002: Wie verliebt man seinen Vater?
- 2002: Polizeiruf 110 – Angst um Tessa Bülow
- 2004: In aller Freundschaft – Am Ende des Tunnels
- 2006: Unter weißen Segeln – Frühlingsgefühle
- 2006: Die Sitte – Machtspiele
- 2006: Polizeiruf 110 – Traumtod
- 2007: Im Namen des Gesetzes – Liebeskrank
- 2009: SOKO Leipzig – Im Fokus
- 2009: Ein starkes Team – La Paloma
- 2009: Der Dicke – Gefährliche Ratschläge
- 2010: Familie Dr. Kleist – Mitten im Leben

## Hörspiele (Auswahl)
- 1985: Prinz Miklos und die Einzigschöne – Regie: Rainer Schwarz
- 1986; Twini – Autor: Hans Weber – Regie: Norbert Speer
- 1987: Stille Dämmerstunden – Autor: Boris Wassiljew – Regie: Karlheinz Liefers
- 1987: Leiden Christi in Preußen – Autor: Georg Seidel – Regie: Fritz Göhler
- 1988: Tatbestand – Folge: Verlorene Zeit – Autor: Eckhard Bahr – Regie: Bert Bredemeyer
- 1988: Das Feuerzeug – Autor: Rainer Kirsch – Regie: Karlheinz Liefers
- 1989: Das Märchen vom Postboten – Autor: Karel Čapek – Regie: Manfred Täubert
- 1989: Der Elefant im Krankenhaus – Autorin: Gabriele Herzog – Regie: Maritta Hübner
- 1989: Tatbestand – Folge: Fehlbon – Autor: Uwe Petzold – Regie: Horst Liepach
- 1990: Der Wanderer – Autor: Raymund Töpfer – Regie: Karlheinz Liefers
- 1990: Um 12 in diesem Garten – Autor: Willi Sagert – Regie: Karlheinz Liefers
- 1991: Eine Geschichte von Marie – Autor: Wolfgang Mahlow – Regie: Eveline Fuhrmeister
- 1991: Alice im Wunderland – Autor: Lewis Carroll – Regie: Walter Wippersberg
- 1993: Die unheilige Familie – Autor: Karl Günther Hufnagel – Regie: Peter Groeger
- 1995: Im Dunkel der Städte – Autor: Wolfgang Hermann – Regie: Manfred Mixner
- 1996: Was nun? – Autor: Igor Kroitzsch – Regie: Albrecht Surkau
- 1997: Tacheles mit Dr. Klaun – Autor: Rainert Puchert – Regie: Albrecht Surkau
- 2001: Wer nicht hören will, muss sterben – Autor: Holger Siemann – Regie: Christa Kowalski